# 49里观光径
49里观光径（英語：49-Mile Scenic Drive，也叫），邻近许多旧金山的主要观光景点和历史建筑。
它于1938年9月14日开通，为了推广1939年金门国际博览会。